# HTC-Highroad
Team HTC-Highroad (UCI Team Code: THR) — бывшая американская профессиональная шоссейная велосипедная команда.
В команде выступали велогонщики разного профиля: Марк Кэвендиш, являвшийся тогда одним из лучших спринтеров мира, Ким Кирхен, дважды попадавший в десятку генерального зачёта Тур де Франс, трёхкратный чемпион мира в «разделке» Майкл Роджерс.